# Górnośląskie Pojezierze Antropogeniczne
Górnośląskie Pojezierze Antropogeniczne – obszar o powierzchni 6766 km² (obejmujący pod względem fizycznogeograficznym Kotlinę Oświęcimską i Wyżynę Śląską oraz sąsiadujące z nią części Wyżyny Krakowsko-Częstochowskiej, Kotliny Ostrawskiej, Niziny Śląskiej, a także części kilku innych makroregionów), gdzie stwierdzono występowanie 4773 zbiorników wodnych. Jest to największe w Polsce pojezierze antropogeniczne. 
Gęstość występowania zbiorników (70,54 na 100 km²) oraz łączna ich powierzchnia (185,4 km²), zdecydowały o jeziorności (zbiornikowości) Górnośląskiego Pojezierza Antropogenicznego (GPA) wynoszącej 2,74%, porównywalnej z terenami młodoglacjalnymi utożsamianymi z największą koncentracją jezior w Polsce. Są to głównie zbiorniki antropogeniczne (zaporowe, groblowe, poeksploatacyjne, w nieckach z osiadania, w zapadliskach, betonowe, sadzawki, poregulacyjne, itd.), przy znikomej ilości jezior. 
Podstawę wydzielenia GPA stanowią wskaźniki gęstości zbiorników wodnych i jeziorności, określone w polach o boku 10 km i powierzchni 100 km². Gęstość zbiorników wodnych w granicach GPA waha się w zakresie od 2 do 200 zbiorników na 100 km² (średnia ok. 61 zbiorników na 100 km²), a jeziorność wynosi od 0,003% do 19,2% (średnia 2,1%). Największa koncentracja zbiorników wodnych występuje na południu i północy GPA, a nieco niższa w centralnej, wschodniej i zachodniej jego części. Granicę GPA ze względu na staroglacjalny charakter rzeźby terenu stanowi izolinia jeziorności (zbiornikowości) o wartości 0,5%.
Największe zbiorniki wodne Górnośląskiego Pojezierza Antropogenicznego to:
- zbiornik Goczałkowice
- zbiornik Dzierżno Duże
- zbiornik Dziećkowice
- zbiornik Kuźnica Warężyńska
- zbiornik Przeczyce
- zbiornik Kozłowa Góra
- zbiornik Pławniowice
- zbiornik Dzierżno Małe
- zbiornik Pogoria III
- zbiornik Pogoria I
- Zbiornik Rybnicki
- zbiornik Łąka
- zbiornik Paprocany